# Iván Cuéllar
 (janvier 2022).
Si vous disposez d'ouvrages ou d'articles de référence ou si vous connaissez des sites web de qualité traitant du thème abordé ici, merci de compléter l'article en donnant les références utiles à sa vérifiabilité et en les liant à la section « Notes et références ».
Pour les articles homonymes, voir Cuéllar (homonymie) et Sacristán.
Iván Cuéllar, né le 27 mai 1984 à Mérida (Espagne), est un footballeur espagnol qui évolue au poste de gardien de but au RCD Majorque.

## Palmarès

### En club
Néant

### En sélection
- Espagne
  - Vainqueur des Jeux méditerranéens : 2005